# Amorgos
Amorgos (græsk: Αμοργός, Amorgós) er den østligste ø i den græske øgruppe Kykladerne og naboø til øgruppen Dodekaneserne i Det Ægæiske Hav. Sammen med 16 naboøer, hvoraf den arealmæssigt største er Nikouria, udgør den kommunen Amorgos, som har et areal på 126.436 km2 og en befolkning på 1.973 (2011).

## Geografi
På grund af sin beliggenhed nær de antikke joniske byer som Milet, Halikarnassos og Efesos blev Amorgos et af de første steder, hvorfra jonerne drog videre til Kykladerne og det græske fastland.

## Historie
Gennem historien har Amorgos også været kendt som Yperia, eller Platagy, Pagali, Psichia og Karkisia. Amorgos har mange rester af gamle civilisationer. På arkaisk tid var der tre uafhængige bystater der. De menes at have haft selvstændige forfatninger, men samme valuta. Amorgos er kendetegnet ved størrelsen og kvaliteten af de mure, der omgiver byen Arkesini, de antikke tårne, hvis rester er spredt rundt om på øen, antikke grave, stenredskaber, inskriptioner, vaser og andre oldtidsfund.
På grund af navnet Minoa mistænkes det, at Amorgos har været koloniseret af kretensere fra gammel tid, men der er ingen arkæologiske beviser, der understøtter dette synspunkt.
Udgravninger og fund, især grave, beviser den intense beboelse på Amorgos i forhistorisk tid, især i den første periode af Kykladisk kultur (3200 til 2000 f.Kr.).

### Tidlig kykladisk periode
Næsten et dusin separate beboede centre er kendt i denne periode. Amorgos er oprindelsen til mange berømte kykladiske figurer og mange blev oprindeligt fundet ved kirkegårdene ved Aghia Paraskevi, Aghios Pavlos, Dokathismata, Kapros, Kapsala, Nikouria og Stavros.
'Kapsala kykladiske figurer', dateret omkring 2.700 f.Kr., er opkaldt efter et fundsted i Amorgos. Dette er den tidligste af de 'kanoniske typer' – en tilbagelænet kvinde med foldede arme. De har tendens til at have slanke og aflange proportioner. På dette tidspunkt er anatomiske træk såsom arme modelleret tredimensionelt. Med de senere typer havde billedhuggere en tendens til at gengive dette træk med indskårne linjer. 
'Dokathismata kykladiske figurer' stammer fra en noget senere periode 2400-2100 f.Kr. Sammenlignet med statuetterne af Spedos-typen - den mest almindelige og kendte type figurer med fint modellerede og noget afrundede former - har statuetterne af Dokathismata-typen en mere slank og nogle gange kantet silhuet.

### Klassisk periode
En del af øen hedder Aspis, hvor det gamle tempel for gudinden Afrodite stod.
I cirka 630 f.Kr. førte digteren Semonides grundlæggelsen af en samisk koloni på Amorgos. Periplus af Pseudo-Scylax nævner det som Tripolis. Den var medlem af Det Deliske Søforbund, og deltog i den anden athenske liga. I 322 f.Kr. udkæmpede Athen og Makedonien søslaget ved Amorgos.
Heraclides Lembus skrev, at øen producerede meget vin, såvel som olivenolie og frugter.
Med tidens gang ændrede øens navn sig til Amolgon og Amourgon.

### Byzantinsk, osmannisk og moderne tid
I det 5. århundrede underskrev biskop Theodore, som deltog i en synode i Konstantinopel, sig som biskop af parianerne, sifnianerne og amoulgierne. Det var kendt som Yamurgi under osmannisk styre mellem 1566 og 1829.
Den 9. juli 1956 indtraf et stort jordskælv, der genererede en lokal tsunami på op til 30 meter. Stødet havde en momentstørrelse på 7,7 og havde en maksimal Mercalli-intensitet på IX ( Voldsomt ). 53 mennesker blev dræbt og 100 blev såret.

## Regering
Navnene på de tre byer givet af Stephanus Byzantinus er Arkesini, Minoa, Aigiali eller Melania, som ifølge inskriptioner er de mest korrekte. De tre byer ligger på øens vestkyst, fordi det er her bugter og naturlige havne, der kunne give den rette placering til kystbyer og forter.
Aigiali var på den nordøstlige side af øen tæt på nutidens Tholaria og Stroumvos, og den dag i dag kan den stadig findes der. Minoa er beliggende i centrum af den nordlige side nær den nuværende landsby Katapola og Arkesini tæt på den nuværende lavlandsplacering Kastri.

## Film
Øen var med i Luc Bessons film The Big Blue (1988), hvor Agia Anna og klostret Panagia Hozoviotissa kan ses. Øen var også med i Giorgos Kordelas' film Ariadni (2002). .

## Kommunale distrikter
Amorgos kommune er opdelt i følgende samfund (befolkning ved folketællingen 2011 og landsbyer i parentes):
- Aigiali (514, Aigiali, Agios Pavlos, Ormos Egialis, Potamos)
- Amorgos (409, Chora, Kastelopetra)
- Arkesini (179, Arkesini, Kalotaritissa, Kalofana, Mavri Myti, Rachoula)
- Katapola (595, Katapola, Lefkes, Nera, Xylokeratidi, Pera Rachidi, Rachidi, Christoulaki)
- Tholaria (189, Tholaria, Paralia Tholarion)
- Vroutsis (87, Vroutsis, Kamari)

## Seværdigheder
Klosteret Panagia Hozoviotissa ligger på klippesiden, nordøst for Chora. Det blev bygget tidligt i det andet årtusinde for at beskytte et religiøst ikon, der stammer fra år 812, mod ubudne gæster. Ikonet er til offentlig fremvisning inde i klostret. Besøgende skal være klædt på en bestemt måde for at komme ind. Mænd skal have lange bukser på, og kvinder skal have en nederdel eller lignende. Fra juli 2012 er klostret aktivt og huser tre praktiserende munke.
Turismen stiger langsomt, selvom øens geografiske træk forhindrer masseturisme. Den er kun tilgængeligt med båd. De tre vigtigste turistindkvarteringer er placeret i Katapola, Aegiali og Chora. Vandrestier er relativt velholdte. Andre aktiviteter inkluderer dykning, fridykning og besøg på øens strande (selvom dette ikke er dens hovedattraktion, som andre græske øer).